# Martín Tovar Ponte
Martín Tovar y Ponte (Caracas, Venezuela, 27 de septiembre de 1772 - Ibídem, 26 de noviembre de 1843) fue un hacendado y dirigente que participó en los procesos revolucionarios durante la independencia de Venezuela. Fue miembro de la Junta de Gobierno de 1810 y del Congreso de 1811, fue uno de los firmantes del Acta de la Independencia. En 1839 ejerció la alcaldía segunda de la parroquia Catedral y gobernador de la provincia de Caracas.

## Vida
Fue hijo de Martín de Tovar y Blanco, I Conde de Tobar, y de María Manuela de Ponte y Mijares de Solórzano, bautizado como ,Martín Antonio José Francisco Ignacio Bruno Nicolás Damián de la Madre Santísima de la Luz. Estudió gramática en el Seminario de Caracas y en 1778 ingresó en la universidad, pero no llegó a graduarse. Se dedicó a administrar las haciendas de su familia. En el año de 1796, se casa con Rosa Galindo y Pacheco. Al año próximo, es nombrado por las autoridades locales como guarda de reos a raíz de la conspiración de Gual y España; desde esta posición pudo ayudar a los presos. Ese mismo año volvió a sus oficios en sus haciendas.
En 1808, Tovar Ponte participó en la Conspiración de los Mantuanos, a finales de noviembre es arrestado y llevado al cuartel de San Carlos donde estuvo encerrado cuarenta días. En 1810, fue elegido como alcalde de segunda elección del Cabildo de Caracas, desde este cargo participó activamente en la preparación del movimiento revolucionario que concluiría en los sucesos del 19 de abril de 1810. Al ser destituido Vicente Emparan de su cargo, Tovar Ponte es uno de los dos copresidentes de la junta formada para gobernar a Venezuela. Es nombrado diputado representando San Sebastián de los Reyes ante el Congreso de Venezuela reunido el 2 de marzo de 1811. El 5 de julio de ese mismo año es uno de los firmantes del Acta de Independencia y el 21 de diciembre, de la Constitución Nacional. Su firma también es una de las que avala el papel moneda emitido por la naciente república en 1811.
En 1812, Tovar Ponte se ve enfrentado ante las tropas de Domingo de Monteverde en Los Guayos. En junio de ese año, el generalísimo Francisco de Miranda lo envía hacia las Antillas en busca de armamentos y municiones para el ejército; sin mucho éxito, regresa en julio a La Guaira justo cuando las tropas de Monteverde habían tomado la ciudad de Caracas. Inmediatamente escapa del país con la ayuda del cónsul norteamericano. Primero se dirige de nuevo hacia las Antillas y luego llega a los Estados Unidos.
Cuando las tropas de Simón Bolívar recuperan Caracas, Tovar Ponte regresa a Caracas. En 1814, junto con José Félix Ribas, combate en Charallave y en Ocumare. Es nombrado comandante del escuadrón de agricultores de Caracas y se enfrenta al general José Tomás Boves en San Mateo el 25 de marzo de 1814. En el transcurso de las guerras, cae enfermo y tiene que regresar a Caracas, la ciudad se estaba viendo cercada por tropas realistas así que envía a su esposa e hijos a resguardarse en La Guaira. Los realistas toman la ciudad de Caracas en julio y ponen una recompensa por quien pudiese dar el paradero Tovar Ponte por 6.000 pesos. Tovar Ponte logra escapar hacia Saint Thomas donde luego se reuniría con su familia; sin embargo sería por poco tiempo puesto que por su condición de patriota sería expulsado de la isla en 1816 y se ve obligado a ir hacia la Tórtola.
En 1817 regresa a Venezuela, a la ciudad de Angostura. El 7 de noviembre de ese mismo año es nombrado como prior del Tribunal del Consulado, recién creado por Bolívar. El 16 de ese mismo mes, es nombrado como miembro del Consejo de Estado. En abril de 1828, asistió a la Convención de Ocaña donde se une al grupo antibolivariano, al disolverse la convención, los que se oponían al régimen fueron desterrados, entre ellos Tovar Ponte quien volvió a huir hacia Saint Thomas.

## Últimos años
En 1830, de regreso en Venezuela, es nombrado como diputado al Congreso de Valencia. Al año próximo, se le comisiona junto a Alejo Fortique para que ambos fueran a encontrarse con el general José Tadeo Monagas y poner fin a la Revolución Integradora. En 1835, su hogar se había convertido en lugar de reunión para todos los opositores de la Revolución de las Reformas. Al terminar las confrontaciones en Caracas, el gobierno envió a Tovar Ponte hacia Saint Vicent para escoltar al presidente José María Vargas de regreso al país.
En 1842, Tovar Ponte fue uno de los patrocinadores para la creación de la Caja de Ahorros de Caracas. Colaboró como fiador en la publicación de los trabajos geográficos de su amigo el coronel Agustín Codazzi; así también ayudó en los planes de establecer una colonia alemana en Venezuela mediando ante el gobierno y cediendo unos terrenos que poseía en La Victoria. En 1843, se funda allí la actual Colonia Tovar, llamada de esa forma en su honor.